# Interkosmos-Bugarska-1300
Interkosmos-Bugarska-1300 ili Interkosmos-22 (bugarski: Интеркосмос-България-1300, Интеркосмос 22) bio je prvi bugarski umjetni satelit. Ime je dobio u spomen 1300-toj obljetnici osnutka bugarske države.
Satelit je razvijen od strane Bugarske svemirske agencije kao dio sovjetskog Interkosmos programa. Satelit je lansiran 7. kolovoza 1981. iz Kozmodroma Pljeseck u 13.35 po lokalnom vremenu. Tijekom iste godine bugarska Vlada organizirala je masovna slavlja povodom 1300-te godišnjice osnivanja Bugarske. Interkosmos-Bugarska-1300 uspješno je stigao u polarnu orbitu. Vanjski okop satelita uključujući solarne panele prevučen je s vodljivim materijalom, kako bi se omogućilo pravilno mjerenje 
električnih polja i plazme. Snagu satelitu daju dva solarna panela koji generiraju 2 kW električne energije. Punjiva baterija se koristi kao opskrba energijom kada je letjelica u pomrčini. Prikupljeni podaci pohranjuju se na dva diktafona, svaki s kapacitetom od 60 mb. Glavni odašiljač zrači 10 W na 130 MHz. Od 2009. godine satelit i dalje radi na BSA popisu aktivnih programa.

## Vanjske poveznice
- Interkosmos-Bugarska-1300
- Space 50 – 1981-075A